# Samsung Galaxy A30
Il Samsung Galaxy A30 è uno smartphone di fascia media prodotto da Samsung, facente parte della serie Samsung Galaxy A.

## Caratteristiche tecniche

### Hardware
Il Galaxy A30 è uno smartphone con form factor di tipo slate, le cui dimensioni sono di 158,5 × 74,7 × 7,7 millimetri e pesa 165 grammi.
Il dispositivo è dotato di connettività GSM, HSPA, LTE, di Wi-Fi 802.11 a/b/g/n/ac dual-band con supporto a Wi-Fi Direct e hotspot, di Bluetooth 5.0 con A2DP e LE, di GPS con A-GPS, BDS, GALILEO e GLONASS e di radio FM. Ha una porta microUSB 2.0 OTG con connettore USB-C 1.0 e un ingresso per jack audio da 3,5 mm.
Il Galaxy A30 è dotato di schermo touchscreen capacitivo da 6,4 pollici di diagonale, di tipo Super AMOLED con aspect ratio 19,5:9, angoli arrotondati e risoluzione Full HD+ 1080 × 2340 pixel (densità di 403 pixel per pollice), protetto da Gorilla Glass 3. Il frame laterale e il retro sono in plastica.
La batteria al litio-polimero da 4 000 mAh non è removibile dall'utente. Supporta la ricarica rapida a 15 watt.
Il chipset è un Exynos 7904. La memoria interna di tipo eMMC 5.1 è di 32/64 GB, mentre la RAM è di 3/4 GB.
La fotocamera posteriore ha un sensore CMOS da 16 megapixel, e uno da 5 megapixel grandangolare, è dotata di autofocus, modalità HDR e flash LED, in grado di registrare al massimo video full HD a 30 fotogrammi al secondo, mentre la fotocamera anteriore è singola da 16 megapixel.

### Software
Il sistema operativo originale è Android 9 Pie, accompagnato dall'interfaccia utente One UI 1.1.
A partire da giugno 2020 inizia a ricevere l'aggiornamento ad Android 10 con One UI 2.0, partendo dal mercato indiano.
Da maggio 2021, inizia a ricevere l'aggiornamento ad Android 11 con One UI 3.1 in alcuni mercati.

## Commercializzazione
Il dispositivo è stato immesso sul mercato a marzo 2019.

### Versioni[2]
- SM-A305F, SM-A305FN, SM-A305G, SM-A305GN, SM-A305YN, SM-A3050, SM-A305N, SM-A305GT (una SIM);
- SM-A305F/DS (globale); SM-A305FN/DS (Europa); SM-A305G/DS (LATAM); SM-A305GT/DS (Brasile); SM-A305GN/DS (APAC); SM-A305YN (AU/NZ) (dual SIM).

## Varianti

### Galaxy A30s
Il Samsung Galaxy A30s è una versione "migliorata" del Galaxy A30, dal quale differisce principalmente per il differente reparto fotografico (tre sensori posteriori, il principale da 25 megapixel, un grandangolare da 8 megapixel e uno di profondità da 5 megapixel, per utilizzare effetti come il Bokeh), per la risoluzione dello schermo ridotta (HD+), per la presenza del lettore di impronte digitali sotto lo schermo e per la presenza di un taglio con 128 GB di memoria interna.